# Кълъмбия Рекърдс
Вижте пояснителната страница за други значения на Колумбия.
Кълъмбия рекърдс (на английски: Columbia Records) е американска звукозаписна компания, собственост на Sony Music Entertainment. Компанията е създадена през 1888 г., правейки я най-старата такава в света. През 1989 г. тя установява връзка и с Columbia Pictures.

## История
В самото начало Columbia Records се казва The Columbia Phonograph Company и е под управлението на Едуард Ийстън. Занимава се с разпространение и продажба на записи и носи името си от основния регион на разпространение.
През 1938 компанията е купена от Уилям Пейли и става част от Columbia Broadcasting System (CBS).
През 1956 Columbia започва да произвежда стерео, като първото издадено такова е запис на „Месия“ от Хендел, изпълнен от Нюйоркския филхармоничен оркестър.

## Изпълнители
Списъка с изпълнители, продуцирани и издавани от Columbia включва имена като AC/DC, Марк Антъни, Bullet For My Valentine, Селин Дион, Били Холидей Big Time Rush
|  | Тази страница частично или изцяло представлява превод на страницата Columbia Records в Уикипедия на английски. Оригиналният текст, както и този превод, са защитени от Лиценза „Криейтив Комънс – Признание – Споделяне на споделеното“, а за съдържание, създадено преди юни 2009 година – от Лиценза за свободна документация на ГНУ. Прегледайте историята на редакциите на оригиналната страница, както и на преводната страница, за да видите списъка на съавторите. ВАЖНО: Този шаблон се отнася единствено до авторските права върху съдържанието на статията. Добавянето му не отменя изискването да се посочват конкретни източници на твърденията, които да бъдат благонадеждни. |